# Лејтон (Флорида)
Лејтон (енгл. Layton) град је у америчкој савезној држави Флорида. По попису становништва из 2010. у њему је живело 184 становника.

## Демографија
Према попису становништва из 2010. у граду је живело 184 становника, што је 2 (1,1%) становника мање него 2000. године.
| Група             | 2000.       | 2010.       |
| Белци             | 180 (96,8%) | 158 (85,9%) |
| Афроамериканци    | 1 (0,5%)    | 4 (2,2%)    |
| Азијати           | 1 (0,5%)    | 4 (2,2%)    |
| Хиспаноамериканци | 4 (2,2%)    | 13 (7,1%)   |
| Укупно            | 186         | 184         |